# Serra de Centsous
La Serra de Centsous és una serra situada al municipi d'Os de Balaguer a la comarca de la Noguera, amb una elevació màxima de 546 metres.